# Брюммер
Брюммер (Бриммер, нем. von Brümmer) — дворянский род.

## Происхождение и история рода
Род происходит из Вестфалии. Переселились в Остзейский край, с XVII в. на шведской службе. Первый представитель рода на русской службе — Энгельбрехт Вильгельм фон Брюммер (?—1717), майор, был женат на Беате Кристине фон Трейден.

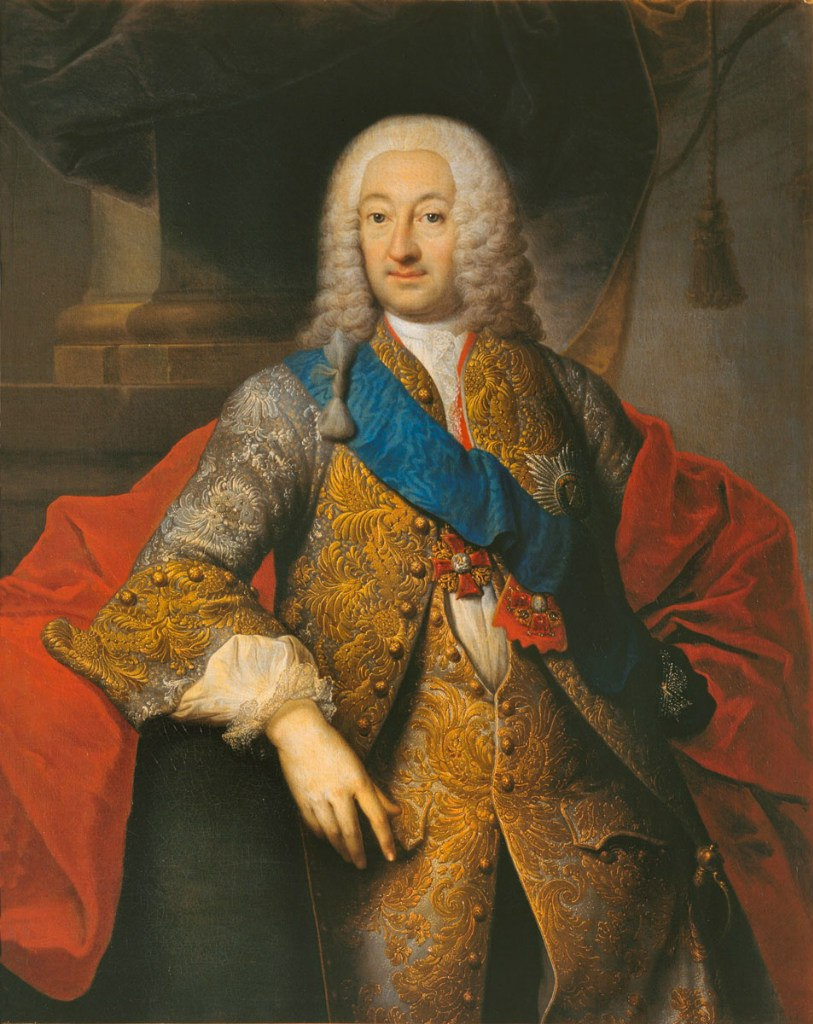
Портрет графа Отто Фридриха фон Брюммера (?), кисти Георга Кристофа Гроота, 1742 г.

Отто Фридрих фон Брюммер (1690—1752) — воспитатель, затем гофмаршал двора голштинского принца Карла Петера Ульриха (будущего императора Петра III), прибыл в Россию в 1742 году в свите своего воспитанника. В 1743 году подал идею женить наследника на принцессе Ангальт-Цербстской (будущей Екатерине II). В 1744 году был возведён в потомственное графское достоинство Священной Римской империи, в том же году получил высочайшее соизволение на принятие титула и пользование им в России; в 1746 году за интриги при дворе был выслан в Висмар; с его смертью графская ветвь рода пресеклась.
Представители дворянской ветви рода в XVII—XVIII вв. владели обширными поместьями в Лифляндии и Курляндии. Определением Сената от 28 февраля 1862 за родом Брюммер признан баронский титул. Из представителей этой ветви известны:
- Магнус Вильгельм фон Брюммер (1718—1793) — генерал-майор.
- Вильгельм Карл фон Брюммер (1751—после 1800) — генерал-майор, сын М. В. фон Брюммера.
- Герман Алекс Вильгельм фон Брюммер (1803—1852) — генерал-майор.
- Герман Грегор фон Брюммер (1834—1904) — генерал-майор.
- Петер Магнус фон Брюммер (1836—1906) — генерал-майор.
- Николай Герман Адриан фон Брюммер (1837—1889) — генерал-майор.
- Вольдемар Карл фон Брюммер (1763—1803) — действительный статский советник, главноуправляющий г. Павловска.
- Эдуард Владимирович фон Бриммер (1797—1874) — генерал от артиллерии, сын В. К. фон Брюммера.

Известны также:
- Фёдор Яковлевич (Адам Андреас Теодор) фон Брюммер (1819—1889) — вице-адмирал (1881).
- Константин Фёдорович (Адам Константин Пауль) фон Брюммер (5 декабря 1856 — 11 июля 1930) — генерал-лейтенант (1917), сын Ф. Я. фон Брюммера.
- Наталья Константиновна фон Брюммер — фрейлина Императорского двора, дочь К. Ф. фон Брюммера.
- Владимир Карлович фон Бриммер (1783 — после 1854) — поэт и переводчик; с 1798 на военной службе, с 1799 подпоручик Оренбургского гарнизонного полка, в 1804 вышел в отставку в чине поручика; с 1806 отделенный офицер, затем ротный командир (с 1825 подполковник) Военно-сиротского дома (позднее Павловский кадетский корпус), где преподавал историю и географию (1818), затем немецкий язык (до 1830-х гг.). В 1814-16 сблизился с Г. Р. Державиным, по рекомендации последнего стал сотрудником президента Российской Академии адмирала А. С. Шишкова, с 1816 член Вольного общества любителей российской словесности, в 1818-22 печатал в журнале «Соревнователь просвещения и благотворения» переводы стихов и прозы немецких авторов (К. М. Виланда, И. Г. Гердера, Ф. Г. Клопштока, Ф. Шиллера и др.), а также собственные стихи; в 1823-24 отошёл от общества; в 1829-34 публиковался в журнале «Сын Отечества», газетах «Литературные прибавления к „Русскому инвалиду“» и «Бабочка». Значительный интерес представляет его полемическая статья «О истинном и ложном романтизме» («Сын Отечества и Северный архив», 1830, № 9).

- Леонид Владимирович Брюммер (1 сентября 1889, Херсон, — 1 ноября 1971, Джамбул, Казахская ССР) — российский и советский художник.
- Николай Леонидович Брюммер (Бриммер) (20 марта 1898 — 24 апреля 1929) — график, гравёр-ксилограф, мастер оформления книги, в 1923-27 учился в Академии художеств (гравированию — у П. Шиллинговского).